# Katrin Milhahn
Katrin Milhahn (* 1975 in München) ist eine deutsche Drehbuchautorin.

## Leben
Katrin Milhahn wurde zunächst an der Berliner Journalisten-Schule ausgebildet. Von 2000 bis 2006 studierte sie Dramaturgie und Drehbuch an der Filmuniversität Babelsberg Konrad Wolf. Für den Film Mondscheinkinder wurde sie beim Goldenen Spatz 2007 für das beste Drehbuch und mit dem Preis der Kinderjury ausgezeichnet. Zu ihren Arbeiten gehören überwiegend Kinderfilme und Komödien.
Seit Herbst 2022 ist Milhahn Mitglied der Deutschen Filmakademie.

## Filmografie (Auswahl)
- 2005: KussKuss – Dein Glück gehört mir
- 2006: Mondscheinkinder
- 2008: Unschuldig (Fernsehserie, 3 Folgen)
- 2011: Polnische Ostern
- 2011: Liebeskuss am Bosporus
- 2016: Ente gut! Mädchen allein zu Haus
- 2017: Auf der anderen Seite ist das Gras viel grüner
- 2017: Hanni & Nanni – Mehr als beste Freunde
- 2018: Wir haben nur gespielt
- 2018: Liliane Susewind – Ein tierisches Abenteuer
- 2018–2019: Sankt Maik (Fernsehserie, 7 Folgen)
- 2021: Nachtwald
- 2025: Das geheime Stockwerk